# Џимела
Џимела (лат. Damaliscus lunatus jimela, рус. Джимела) је подврста топи антилопе (лат. Damaliscus lunatus), врсте из породице шупљорожаца (Bovidae).

## Угроженост
Ова подврста је наведена као последња брига, јер има широко распрострањење и честа је подврста.